# Konstantynów Łódzki
Konstantynów Łódzki is een stad in het Poolse woiwodschap Łódź, gelegen in de powiat Pabianicki. De oppervlakte bedraagt 26,87 km², het inwonertal 17.569 (2005).

## Geboren
- Krzysztof Matyjaszewski (1950), Pools-Amerikaans scheikundige